# Friedhof Albisrieden

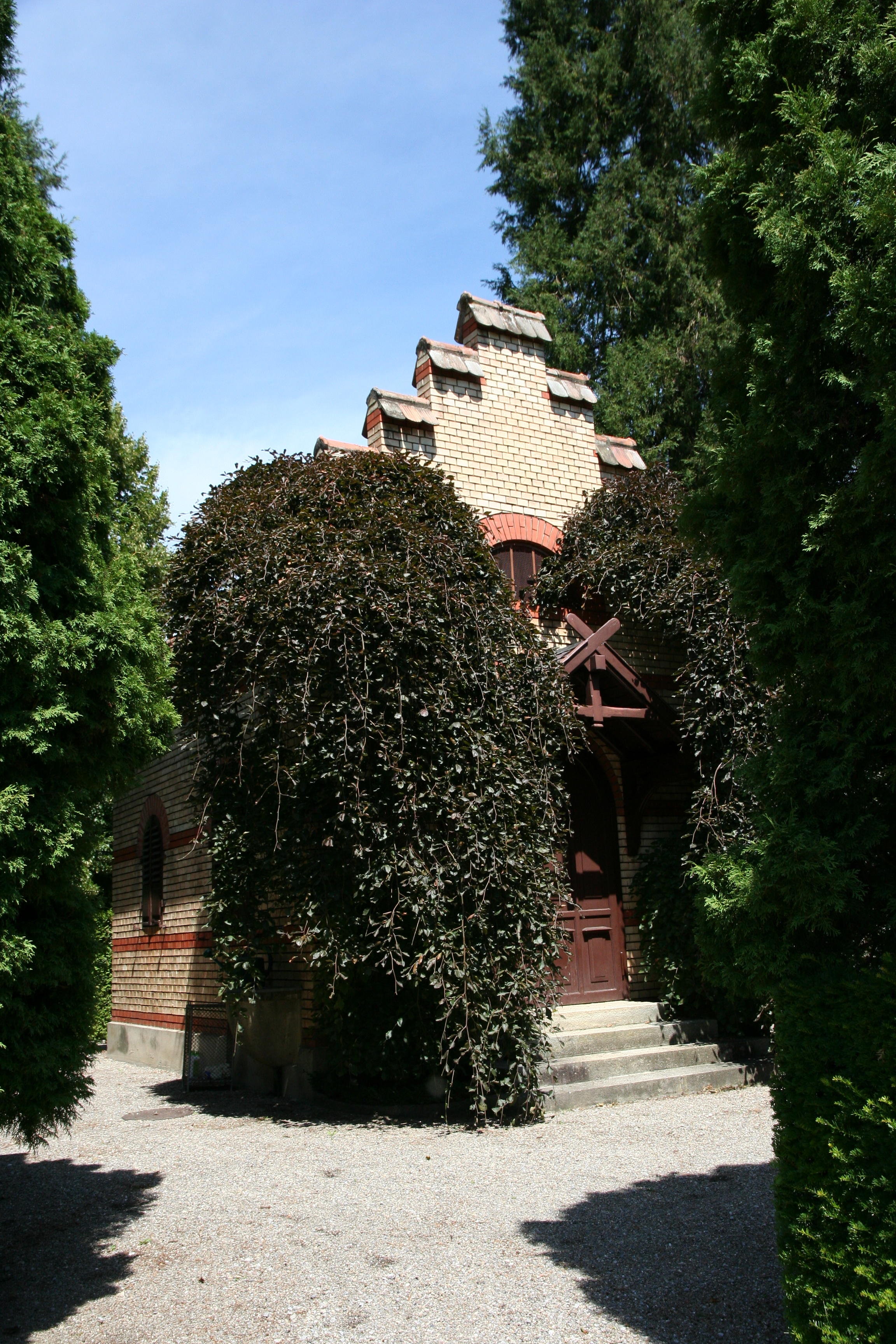
Friedhof Albisrieden, frühere Aufbahrungshalle

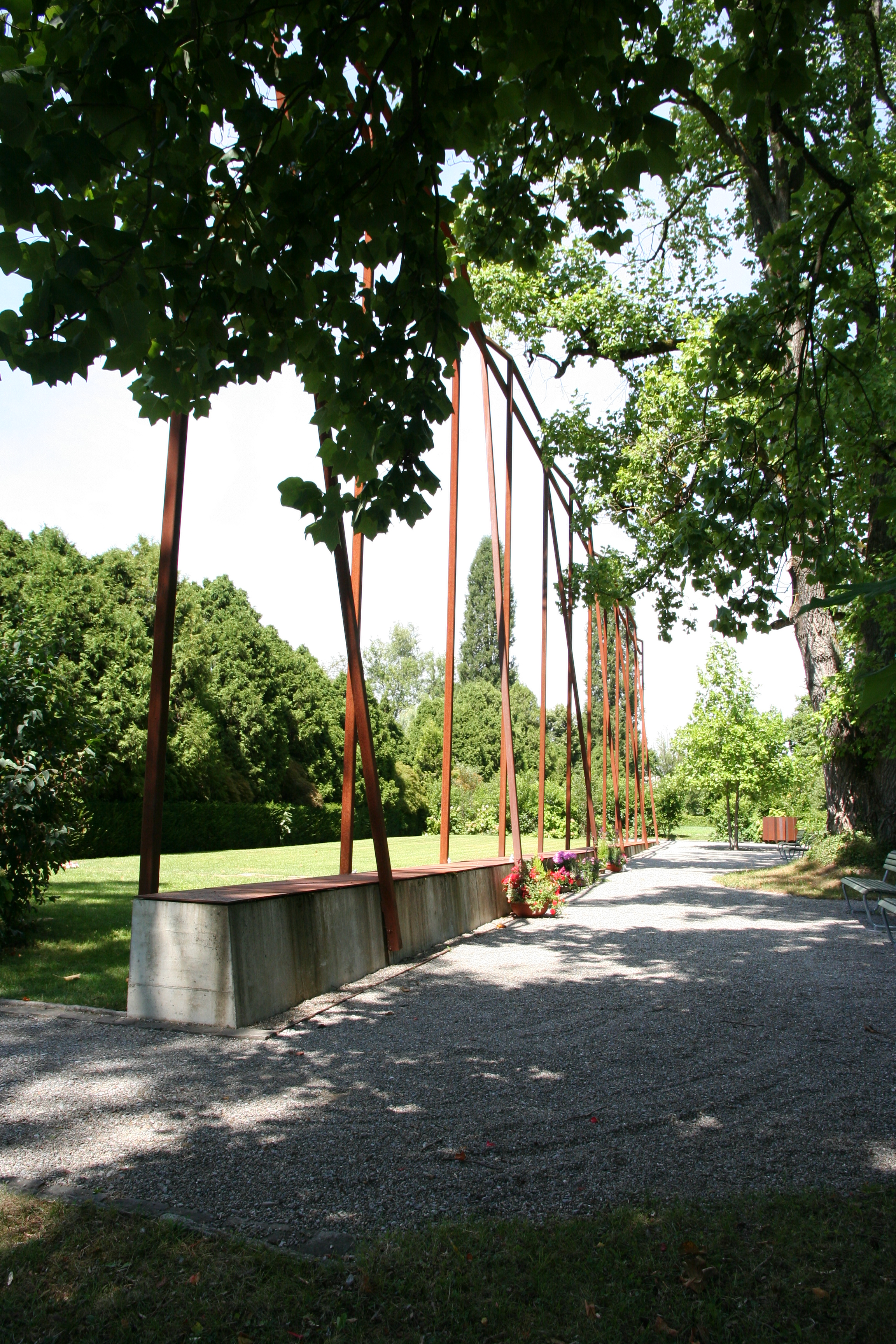
Gemeinschaftsgrab von 2010

Der Friedhof Albisrieden ist ein Friedhof im Quartier Albisrieden im Westen von Zürich. Er liegt in der Nähe der Friedhöfe Altstetten und Eichbühl.

## Geschichte
Zu Beginn des 20. Jahrhunderts musste Albisrieden aufgrund der Bevölkerungsentwicklung einen Ersatz für den bisherigen Friedhof Triemlistrasse finden. 1902 wurde der Friedhof Albisrieden eröffnet und im Jahr 1939 erweitert. 1948 lehnte der Stadtpräsident von Zürich den Antrag des Gemeindehaus- und Quartiervereins ab, dass auf dem Friedhof eine Abdankungshalle errichtet werden sollte. Stattdessen wurde in den 1950er-Jahren wegen des Baubooms in Albisrieden und Altstetten das Projekt für den späteren Friedhof Eichbühl angegangen. Da die prognostizierte Bevölkerungsentwicklung ausblieb, beschloss der Stadtrat im Jahr 1981, den Friedhof Albisrieden nur bis 2005 zu belegen und 2027 endgültig aufzuheben, um ihn in eine Grünanlage umzuwandeln. Dagegen regte sich bei der Albisrieder Bevölkerung Widerstand, sodass im Jahr 2004 dieser Stadtratsbeschluss aufgehoben wurde. 2009 nahm die Stadt den Friedhof Albisrieden ins Inventar der Gartendenkmäler auf. Im Jahr 2010 wurde das neue Gemeinschaftsgrab durch die Landschaftsarchitekten Ernst und Hausherr sowie durch den Künstler Jürg Altherr erstellt.

## Areal und Bauten
Der Friedhof Albisrieden wurde 1902 abgelegen an der Grenze zu Altstetten errichtet. Im Lauf seines Bestehens wurde der Friedhof aufgrund des Baubooms von Wohnhäusern umgeben. Nordöstlich des Friedhofs befindet sich das Schulhaus Untermoos, südwestlich die Sportanlage Buchlern. Aufgrund der Topografie und dem nahe gelegenen Ausläufer der Albiskette verläuft die Ausrichtung des Friedhofs von Südost nach Nordwest, wie das auch bei den benachbarten Friedhöfen Altstetten und Eichbühl der Fall ist. Drei Zugänge führen in den Friedhof Albisrieden, wobei aus südöstlicher Richtung die Untermoosstrasse geradlinig auf das Hauptportal des Friedhofs zuführt. Die Bepflanzung der Untermoosstrasse hat sich der Gestaltung des Friedhofs angeglichen, sodass der Besucher schon vor dem Betreten des Friedhofs auf diesen eingestimmt wird. Die Fortführung der Untermoosstrasse bildet eine Allee, die mit Thujabäumen und rotem Fächerahorn besetzt ist. Diese Bäume schirmen den Besucher von Blicken ab, da die Allee zur einstigen Aufbahrungshalle zuführt. Dieser neugotische Backsteinbau bildet den Endpunkt der Sichtachse. Heute wird das Gebäude nicht mehr als Aufbahrungshalle genutzt, sondern findet als Dienstgebäude Verwendung. Flankiert wird das umgenutzte Gebäude von Zypressen. Das grosse Mittelfeld des Friedhofs wird von der Allee und vom Weg, der von der Algierstrasse durch den Friedhof führt, eingefasst. Der nordöstliche Bereich des Friedhofs wird vom 2010 errichteten Gemeinschaftsgrab bestimmt. Zwei künstlerische Elemente von Jürg Altherr sollen den Hinterbliebenen bei der Abschiednahme beistehen: Auf dem Trauertisch Elisabeth kann symbolisch die Trauer abgelegt werden, der Windrechen soll den Blick der Besucher zum Himmel lenken.

## Grabstätten bedeutender Persönlichkeiten
Der Friedhof Albisrieden ist die letzte Ruhestätte von:
- Wysel Gyr, 1927–1999, Fernsehredaktor und Moderator
- Alfred Strebel, 1884–1943, letzter Gemeindepräsident von Albisrieden